# Витоша (станция метро)
Витоша — станция Второй линии Софийского метрополитена.
Следующая станция после Джеймс Баучер, расстояние между станциями 1,3 км.,  конечная Второй линии.
Строительство велось в 2000-х годах.
Открыта 20 июля 2016 года.

## Месторасположение и архитектура
Расположена на пересечении бульвара Черни-Врах и улицы Сребырна.
Имеет боковые платформы и два вестибюля: северный и южный. Имеет 7 входов: 4 с улицы Сребырна, 3 — с улицы Филиппа Кутева и бульвара Тодора Каблешкова. Поскольку станция является конечной, правая (западная) платформа предназначена только для высадки пассажиров, а левая (восточная) — только для посадки.